# Christine Tröstrum

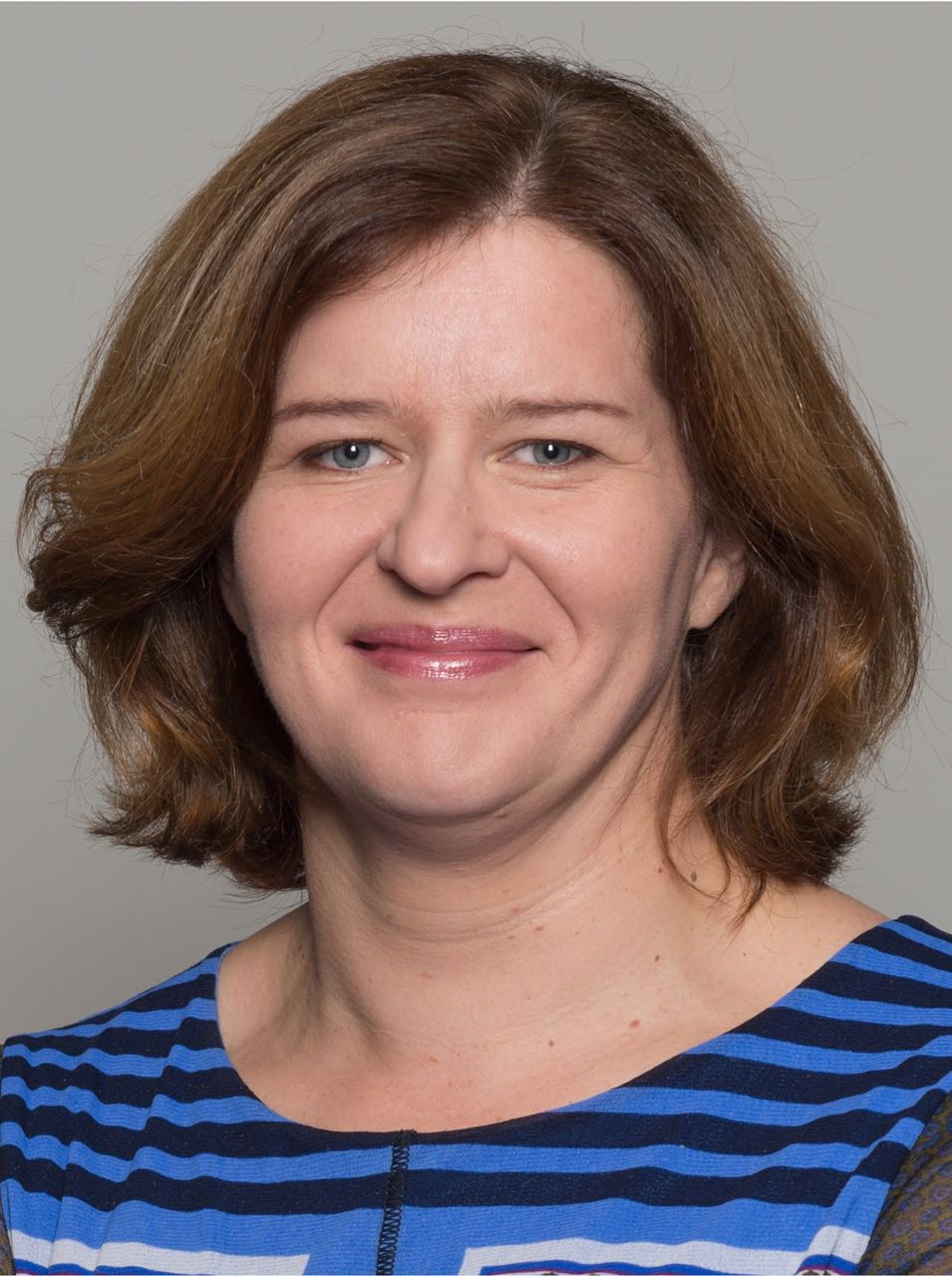
Christine Tröstrum (2015)

Christine Tröstrum (* 1. Januar 1972 in Ravensburg; † 9. Oktober 2024 in Belo Horizonte) war eine deutsche Managerin in der Film- und Kulturbranche. Sie war Beraterin für Organisationsentwicklung, Change Management, Coach und Trainerin.

## Leben
Christine Tröstrum absolvierte in Berlin ein Studium der Kultur- und Theaterwissenschaft / Kulturellen Kommunikation und erwarb zusätzlich Qualifikationen als systemische Beraterin für Organisationsentwicklung und Change Management sowie als  systemisch-integrativer Coach.
Bis 2000 war sie für Filmfestivals in Marseille, Tübingen und Augsburg tätig. Zusätzlich war sie zwischen 1998 und 2000 Projektmanagerin beim Europäischen Filmzentrum in Babelsberg. Unter anderem leitete sie dort das Pilotprojekt CyberCinema. Dieses beruhte auf der Idee eines elektronischen Kopienversands und thematisierte die elektronische Verteilung europäischer Filme über Satelliten in Filmtheater.
Zwischen 2000 und 2005 war sie beim Medienboard Berlin-Brandenburg für Medienwoche (heute Media Convention) verantwortlich, und bis 2004 war sie Projektleiterin für Cartoon Movie, den europäischen Koproduktionsmarkt für Animationsfilme in Babelsberg.
Von 2004 bis 2023 arbeitete sie im Rahmen der Internationalen Filmfestspiele Berlin für Berlinale Talents. Im September 2008 hatte sie die Gesamtleitung von Berlinale Talents übernommen, die sie sich von 2014 bis 2023 mit Programmleiter Florian Weghorn teilte. Sie hat die Dachmarke Berlin Film Residencies, die von der Berlinale als Kooperationspartnerin unterstützt wird, mit initiiert, und Kooperationen mit dem Ausland sind ihr besonders wichtig. Hieraus entstanden die Talents-International-Programme in Südafrika (Talents Durban), der arabischen Welt (Talents Beirut), in Süd- und Mittelamerika (Talents Buenos Aires, Talents Guadalajara, Talent Press Rio de Janeiro) und Südosteuropa und dem südlichen Kaukasus (Talents Sarajevo), die in Kooperation mit anderen Filmfestivals stattfinden. Das Talents-Guadalajara-Programm für Mexiko besteht seit 2008. 2011 wurde in Tokio erstmals während des Filmfestivals TOKYO FILMeX der Talent Campus Talents Tokio für junge asiatische Filmemacher angeboten. Diesen hatte Christine Tröstrum federführend für die Berlinale zusammen mit japanischen Kooperationspartnern initiiert. Präsent waren unter anderem auch der chinesische Regisseur Jia Zhangke und der Produzent Park Kiyong aus Südkorea.
In Kooperation mit dem Durban FilmMart Institute in Südafrika und der DW Akademie entwickelte Christine Tröstrum 2022/23 in einem Co-Creation Prozess gemeinsam mit afrikanischen Filmschaffenden einen Future Mentor's Guide – Relections on the Professional Practice of Mentoring in Film. Ein Train-the-Trainers Konzept und Curriculum war dafür seit 2024 in Entwicklung.
Ab 2021 war sie geschäftsführende Gesellschafterin bei biniasz und partner, gemeinsam mit Thomas Biniasz und Janka Magerkurth. Ab Oktober 2023 arbeitete sie bei biniasz und partner Vollzeit als Beraterin, Coach und Trainerin und war neben 1:1 Coachings vor allem für Institutionen, Vereine, Stiftungen und Festivals in der Film- und Kulturbranche tätig. Gemeinsam mit  Christine von Fragstein gründete sie 2024 die Offensive FAIR PLAY – New Leadership in Film und Kultur. Mit Dieter Kosslick arbeitete sie 2024 an Green Visions Potsdam – Filmfestival für nachhaltiges Leben.